# Houston, imamo problem!
Houston, imamo problem!  (angleško Houston, We Have a Problem!) je slovensko-hrvaško-češko-katarski dokumentarno-fikcijski film režiserja Žige Virca iz leta 2016. Film je svojo svetovno premiero doživel na Tribeca Film Festivalu v New Yorku, 16. aprila 2016.

## Zgodba
V filmu se prepletajo osebno pričevanje Ivana Pavića, inženirja v jugoslovanskem vesoljskem programu, in sveži, do zdaj javnosti neznani arhivski posnetki. 
Po 2. svetovni vojni je jugoslovanska obveščevalna služba predsedniku Titu odkrila domnevno izgubljene načrte Hermana Potočnika Noordunga za vesoljsko tehnologijo. Tito, ujet med vzhodom in zahodom, se odloči izkoristiti priložnost in izda ukaz za začetek razvoja ambicioznega jugoslovanskega vesoljskega programa. Marca 1961 je program prodan Združenim državam Amerike. Dva meseca kasneje predsednik je John F. Kennedy napovedal, da bodo Američani poslali človeka na Luno. Mnogi verjamejo, da se je to res zgodilo in da sta ta dva dogodka povezana. Ivan se vrne v domovino 50 let po tem, ko ga je vojaška varnostna služba poslala v ZDA, kjer je delal za NASO. Zdaj prvič v življenju sreča svojo hčerko, ki je ni nikoli videl. V filmu skupaj s Francem, upokojenim generalom JLA, ki je bil zadolžen za tajnost jugoslovanskega vesoljskega programa, razkrivata kompleksno mrežo skrivnosti, laži, manipulacij in umazanih političnih iger. Film prikazuje tudi nekdaj največji podzemni kompleks v Evropi, Objekt 505, nekdanjo strogo varovano bazo jugoslovanskega vojnega letalstva pri Bihaču, ki je jugoslovanska različica bolj znanega ameriškega poligona za testiranje različne tajne vojaške tehnologije, imenovanega Področje 51 (originalno: Area 51).

### Zgodovinska izhodišča
Gre za žanrski film, ki skozi svojo narativo prepleta realne (zgodovinske) ter fiktivne elemente. Realna zgodovinska izhodišča filma.
- Herman Potočnik Noordung; Špekulacije o Noordonguvi drugi knjigi, ki so jo našli ameriški vohuni, niso nikoli potihnile, kot tudi obstoj knjige ni bil nikoli dokazan ali ovržen.
- Finančna podpora s strani ZDA; Zgodovinsko izpričano dejstvo, da je Jugoslavija od leta 1960 dobivala finančno pomoč od Združenih držav Amerike.[3] Čeprav je znano, da so ZDA finančno pomagale Jugoslaviji, vzrok za to pomoč ni znan. Pomoč se je začela s predsednikom Eisenhowerjem in nadaljevala tudi ko je predsedovanje prevzel Kennedy. Josip Broz Tito je tudi zadnji državnik, ki se je s predsednikom Kennedyjem uradno srečal, preden je bil na Kennedya izveden atentat.
- Tehnološke zmožnosti Jugoslavije; Kljub restrikcijam in slabem ekonomskem položaju, je bila Jugoslavija na področju razvoja vojaške industrije zelo napredna, saj je razvijala in izdelovala bojna letala in podmornice, domnevno pa se je lotila tudi razvoja atomske bombe. Vodilni na področju tehnološkega razvoja je bil Vojno-tehnični inštitut v Beogradu,[4] ki je v sodelovanju z drugimi inštituti razvil reaktivno letalo "Novi avion".[5]
- Znanstveno sodelovanje med ZDA in Jugoslavijo; Sodelovanje jugoslovanskih in ameriških znanstvenikov je potekalo več let in bilo tudi izredno pomembno. Leta 1967 so tako v Beogradu organizirali mednarodni simpozij First steps toward space, leta 1968 je sledil drugi simpozij na isto temo, v New Yorku. Leta 1971 je bila v Beogradu razstava vesoljske tehnologije.
- Jugoslovanski inženirji v NASA, najbolj poznani med njimi Milojko Vucelić. Prav tako pomembno vlogo v NASI je imel slovenski inženir Anton Mavretič.
- Jugoslovanska zastava na Mesecu. Posadka Apolla 11 je ob pristanku na Luni, 20. julija 1969, s seboj nosila tudi zastavo SFRJ. Astronavti so tako zastavo, kot tudi kamen z meseca, ob obisku Jugoslavije[6] prinesli Titu, še danes pa sta hranjena v Muzeju zgodovine Jugoslavije[7] v Beogradu.

## Slog in teme
Igrano-dokumentarni film se giblje med resničnostjo in izmišljenim, skozi katerega prikazuje polpreteklo zgodovino in jo zaplete v še eno izmed teorij zarot. Za tovrstne filme se je uveljavil tudi izraz "docu-fiction"; žanr (ki ga imenujemo tudi pripovedni film) prikazuje v svoji svojstveno obliki tako resnične vsebine (zgodovinska dejstva, resnične osebe itn.), v filmsko pripoved pa vnese tudi izmišljene elemente, ki služijo kot avtorski izraz ali pa za podkrepitev zgodbe.
Film prikazuje "fiktivno verzijo" ali »dober vic« o propadu Jugoslavije. Ta verzija delno spominja na film Der Untergang (film o zadnjih dnevih Hitlerja), seveda le s svojim sporočilom, ki hoče reči (in to ne le s kletvico, ki jo »raketni inženir« pljune na Titov grob), da je za propad države kriv sam njen šef."
Skozi spremno besedo slovenskega filozofa Slavoja Žižka, ki v svojem slogu preigrava pojme mita, družbeno dogovorjenih laži ter pojma zgodovine ter filma, film preigrava podajanje zgodovinskih dejstev, tako realnih kot umetno ustvarjenih dogodkov. Gledalcu film ne ponudi dokončnih odgovorov, pač pa ga napeljuje na lastno razmišljanje o zgodovini.

## Sprejem in kritike
Film, ki je bil premierno predvajan na newyorškem Tribeca festivalu, v regiji pa imel slovensko premiero 25. aprila 2016, hrvaško premiero 27. aprila 2016, srbsko pa 14. maja 2016, je bil tako pri gledalcih, kot pri kritikih dobro sprejet. Film je bil prav tako uvrščen na nekaj lestvic najboljših na festivalu, tako npr. Daily Free Press ter Blouin Artinfo.
Matic Majcen, ki piše za slovenski časnik Večer, je film ocenil kot enega "najinteligentnejših slovenskih filmov nasploh" in ga primerjal s filmom Cinema Komunisto ter o pristopu k režiji povedal:
"[...] pristop je tu izrazito posodobljen, saj ni niti preprosto afirmativen niti preprosto ironičen, temveč se umešča v današnjo dominantno popkulturno logiko postironije, v kateri se za komičnim in norčavim tonom skriva globoka simpatija, celo melanholija do nekega minulega časa, do njegovih naivnih ambicij in seveda - njegovih nesojenih, nerealiziranih veličin."
Prav tako za Večer je kritik Samo Trtnik zapisal, da film prinaša "Kritični razmislek. Razmislek o svetu okoli nas, o navidezni resničnosti, o neverjetnih možnostih manipuliranja in o tem, kako lahko je izreči teorijo zarote in jo podkrepiti z dokazi, za katere ni nujno, da to so. Kritični razmislek o tem, kaj je res in kaj mi pravijo, da je res."
Marcel Štefančič Jr. je v Filmskem dnevniku 18, za revijo Mladina, filmu dal oceno "ZA": "Virčev film, prerokovalec preteklosti, jugonostalgijo ironizira in legitimira."
Film je prejel tudi pohvale za uporabo potujoče kamere, uporabe ptičje perspektive, spretno montažo med arhivskimi ter realnimi posnetki ter postavitve kadrov s Slavojem Žižkom. Uporabljena je bila tipična, tudi precej klišejska glasbena scenografija.
Film so opazili tudi tuji mediji, med drugimi spletni portal The Wrap, ki je zapisal, da je film zmedel gledalce na svetovni premieri, kar je tudi njegov namen. Scientific American film navede kot primer, kako zlahka se znanstveni dosežki zlorabijo za grajenje identitete naroda, hkrati pa gledalce svari, da v filmu ne bodo našli veliko tehničnih podatkov o hladni vojni.